# Jean-Marie Gontier
Jean-Marie Gontier, né le 13 juillet 1965 à Montreuil, en Seine-Saint-Denis, est un général de corps d’armée français, ancien commandant de la brigade de sapeurs-pompiers de Paris. Depuis le 1er août 2022, il exerce les fonctions de contrôleur général des armées en mission extraordinaire.

## Biographie
Diplômé de l’École militaire préparatoire d’Autun, il obtient ensuite un DEA d’économie publique et un DESS de sciences politiques à l’université Panthéon-Sorbonne.
Il intègre en 1988 la brigade de sapeurs-pompiers de Paris (BSPP) avant de suivre la division d’application de l’École du Génie puis d'y retourner en 1991. Il y occupe les fonctions de chef de garde incendie, adjoint au commandant de compagnie puis commandant d’unité.
En 1998, il est muté à la direction du Génie de Limoges. Breveté de l’École de Guerre en 2001, il obtient également un DEA de polémologie et d’histoire comparée à l'Université Paris-Sorbonne.
De 2001 à 2004, il sert au secrétariat général pour l’administration. En 2002, Il est engagé au Sierra-Léone, puis réintègre la BSPP en 2004 comme chef de bureau de la programmation financière et du budget.
En 2008, il est affecté au 1er groupement d’incendie, qu’il commande de 2009 à 2011. En 2011, il devient directeur de la formation et chef de corps de l’École polytechnique.
En 2015, il retourne à la brigade de sapeurs-pompiers de Paris, comme chef d’état-major puis commandant en second. Il est nommé général de brigade le 1er août 2018.
En 2019, il dirige sous les ordres du général Gallet, les opérations de secours lors de l'incendie de Notre-Dame de Paris, puis assure le commandement de la brigade. Il est promu général de division le 1er janvier 2021.
Le 1er août 2022, il est promu général de corps d'armée, et nommé contrôleur général des armées en mission extraordinaire.

## Décorations
- Officier de la Légion d'honneur (chevalier le 2 juillet 2010[5] puis officier le 25 juin 2019[6])
- Commandeur de l'ordre national du Mérite[7]
- Officier de l'ordre des Arts et des Lettres (3 décembre 2024[8])
- Médaille de la Défense nationale, échelon or avec étoile de vermeil
- Médaille de la sécurité intérieure, or (arrêté du 18 mai 2019[9])
- Médaille d'honneur pour acte de courage et de dévouement, vermeil
- Médaille d'honneur pour acte de courage et de dévouement, argent 1re classe
- Médaille d'honneur pour acte de courage et de dévouement, argent 2e classe
- Médaille d'honneur pour acte de courage et de dévouement, bronze
- Médaille d'honneur pour acte de courage et de dévouement, bronze
- Médaille de la jeunesse, des sports et de l'engagement associatif, bronze
- Médaille des sports allemands
- Médaille de service opérationnel pour la Sierra Leone